# Wolfram(IV)-chlorid
Wolfram(IV)-chlorid ist eine anorganische chemische Verbindung des Wolframs aus der Gruppe der Chloride.

## Gewinnung und Darstellung
Wolfram(IV)-chlorid kann durch Reaktion von Wolfram(VI)-chlorid mit Aluminium, Tetrachlorethen oder Wolframhexacarbonyl gewonnen werden.
{\displaystyle \mathrm {3\ WCl_{6}+2\ Al\longrightarrow 3\ WCl_{4}+2\ AlCl_{3}} }
{\displaystyle \mathrm {2\ WCl_{6}+W(CO)_{6}\longrightarrow 3\ WCl_{4}+6\ CO} }

## Eigenschaften
Wolfram(IV)-chlorid ist ein schwarzer diamagnetischer Feststoff, der empfindlich gegenüber Hydrolyse ist. Bei Erhitzung zersetzt er sich oberhalb 450 °C zu Wolfram(II)-chlorid und Wolfram(V)-chlorid. Er besitzt eine orthorhombische Kristallstruktur isotyp zu der von Niob(IV)-chlorid (a = 807 pm, b = 889 pm, c = 685 pm). Er ist Luft und Feuchtigkeitsempfindlich, jedoch unbegrenzt haltbar unter einer Stickstoffatmosphäre. Wolfram(IV)-chlorid ist unlöslich in organischen Lösungsmitteln.

## Verwendung
Wolfram(IV)-chlorid kann zur Herstellung von anderen Wolfram(IV)-Verbindungen sowie von Verbindungen verwendet werden, die eine vierfache Wolfram-Wolfram-Verbindung [WCl4]x enthalten.